# Морган (округ, Алабама)
Мо́рган (англ. Morgan County) — округ в США, штате Алабама. Официально образован в 1818 году. По состоянию на 2000 год, численность населения составляла 111 064 человек.
Округ Морган входит в число округов Алабамы с действующим сухим законом или ограничениями на продажу спиртных напитков.

## География
По данным Бюро переписи США, общая площадь округа равняется 1551 км², из которых 1507 км² суша и 44 км² или 2,81% это водоемы.

### Соседние округа
|        | Лаймстон |         | Мадисон |  |
| Лоренс | север    | Маршалл |         |  |
| Лоренс | Морган   | Маршалл |         |  |
| Лоренс | юг       | Маршалл |         |  |
|        | Калмен   |         |         |  |

## Демография
По данным переписи населения 2000 года в округе проживало 111 064 жителей, в составе 43 602 хозяйств и 31 437 семей. Плотность населения была 74 человек на 1 квадратный километр. Насчитывалось 47 388 жилых домов, при плотности покрытия 81 постройка на 1 квадратную милю. Расовый состав населения был 85,07% белых, 11,24% чёрных или афроамериканцев, и 1,25% представители двух или более рас. 3,28% населения являлись испаноязычными или латиноамериканцами.
Из 43602 хозяйств 33,5% воспитывают детей возрастом до 18 лет, 57,4% супружеских пар живущих вместе, 11,2% женщин-одиночек, 27,9% не имели семей. 24,8% от общего количества живут самостоятельно, 9,4% лица старше 65 лет, живущие в одиночку. В среднем на каждое хозяйство приходилось 2,51 человека, среднестатистический размер семьи составлял 2,99 человека.
Показатели по возрастным категориям в округе были следующие: 25,3% жители до 18 лет, 8,4% от 18 до 24 лет, 30,1% от 25 до 44 лет, 23,8% от 45 до 64 лет, и 12,3% старше 65 лет. Средний возраст составлял 37 лет. На каждых 100 женщин приходилось 96,2 мужчин. На каждых 100 женщин в возрасте 18 лет и старше приходилось 93,5 мужчины.
Средний доход на хозяйство в округе составлял 37 803 $, на семью — 45 827 $. Среднестатистический заработок мужчины был 35 759 $ против 21 885 $ для женщины. Доход на душу населения был 19 223 $. Около 9,7% семей и 12,3% общего населения находились ниже черты бедности. Среди них было 15,9% тех кому ещё не исполнилось 18 лет, и 12,8% тех кому было уже больше 65 лет.